# Перрюс, Леонор
Леонор Перрюс (фр. Léonore Perrus, р.22 апреля 1984) — французская фехтовальщица-саблистка, многократная чемпионка мира и Европы в командных турнирах. 

## Биография
Родилась в 1984 году в Париже. В 2003 году завоевала серебряную медаль чемпионата Европы. В 2004 году стала бронзовым призёром чемпионата мира. На дебютных для саблисток Олимпийских играх в Афинах заняла 6-е место. В 2005 году стала чемпионкой  Европы. В 2006 году стала победительницей чемпионата мира и бронзовым призёром чемпионата Европы. В 2007 году вновь стала чемпионкой мира и Европы. В 2008 году приняла участие в Олимпийских играх в Пекине, но французские саблистки заняли там лишь 4-е место, а она сама была 19-й в индивидуальном зачёте. В 2009 году завоевала серебряную медаль чемпионата мира. На чемпионате мира 2010 года стала обладательницей бронзовой медали. В 2012 году приняла участие в Олимпийских играх в Лондоне, но заняла там лишь 17-е место.